# 學友·經典世界巡迴演唱會
學友·經典世界巡迴演唱會（英語：A Classic Tour），是香港歌手張學友由2016年10月至2019年1月於世界各地開展的一系列巡迴演出活動。這次人數更高達四百五十萬人次，成為全球最高人次的演唱會。

## 概述
|                                            | 能做演唱會，能在臺上為大家唱歌跳舞表演，非常感恩，因為這是我最愛做的事情。 |
| ——2016年5月18日，張學友於演唱會發佈會上[1] |                                                                            |
這次演唱會對張學友來說是個意外驚喜，完成「1/2世紀演唱會」後，他總懷疑自己還能不能再做這種又唱又跳的表演。在評估過體力及身體狀況後，他決定再挑戰自己，希望把過去一些留給自己印象深刻的經典表演，無論是歌曲、舞蹈或是一些場面集合整理後，在這次演唱會的舞台上重新呈現一次，更希望這次演唱會日後也能成為「經典」留在大家心目中。
是次張學友在香港重新以四面台表演，獻唱數十首經典歌曲，而之所以選擇四面台的形式開唱，也是因為他入行後的第一場個人演唱會是在香港紅磡體育館，當時的舞台就是四面台。

## 花絮
本次巡迴演唱會由環球唱片負責製作及統籌。在第147場的演出（4月1日），張學友演唱《風繼續吹》以紀念張國榮的離去。

### 被称“逃犯剋星”
从2018年4月开始，中国内地的公安机关在學友·經典世界巡迴演唱會进行过程中先后抓获数十名犯罪嫌疑人及在逃人员，张学友也因此被称为“逃犯剋星”。
- 2018年4月7日，江西南昌场，警方在安检过程中通过智慧安保人像识别系统，现场抓获了一名31岁涉嫌经济案件的敖姓男子，该男子曾因涉嫌非法处置查封、扣押、冻结财产，被江西樟树公安列为网上追逃[4]。
- 2018年5月5日，江西赣州场，当地警方在开场安检过程中，通过人脸识别技术，成功抓获一名刘姓网上逃犯[5]。
- 2018年5月20日，浙江嘉兴场，嘉兴警方现场抓获一名网上逃犯于某。2015年于某曾诈骗了价值11万元的土豆之后逃离家乡，到嘉兴西塘隐姓埋名，山东警方将于某列为网上追逃对象[6]。于某已被送往嘉兴市看守所临时羁押，择日移交山东警方[7]。
- 2018年6月9日，浙江金华场，金华警方抓获一名逃犯(马某，49岁)，其因涉嫌盗窃被上海警方上网追逃。被抓获时，马某正在兜售演唱会门票，自称“歌神”歌迷，如门票卖不掉准备自己进场观看。同日，在演唱会开始前，金华警方还抓获一名涉嫌伪造国家机关公文罪被福建警方上网追逃的逃犯郑某[8]。
- 2018年7月6日，内蒙古呼和浩特场，核验进场观众身份信息时，民警成功查获一名全国在逃人员王某某。嫌疑人王某某1个月前来到呼市，听说张学友要在呼市开演唱会，就专门从网上买票并冒雨去看演唱会，随后在场内被警察带走[9]。
- 2018年7月8日，河南洛阳场，早在数月前发微博表示“我们准备好了”的洛阳警方[10]，在演唱会现场附近执勤时抓获一名冒用他人信息、无证驾驶的男子，该男子从563公里远的武汉赶到洛阳，就是为看张学友演唱会[11]。
- 2018年7月13日，山东威海场，威海警方在威海市体育中心部署张学友演唱会安保执勤时，抓获一名在逃盗窃嫌疑人。经查，此人2016年因涉嫌盗窃被网上追逃[12]。
- 2018年9月21日，四川遂宁场，遂宁警方挡获扒窃、卖假票、冒充工作人员骗钱骗票等涉嫌违法犯罪人员10余名[13]。
- 2018年9月28日，河北石家庄场，石家庄警方成功抓获三名网逃人员，包括涉嫌故意毁坏财物案的齐某某、涉嫌贩毒的宋某某和申某某[14]。
- 2018年9月30日，陕西咸阳场，警方在场外控制逃犯5人、其它违法犯罪人员13人[15]。

## 巡迴場次
| 場               | 日期           | 國家／地區       | 省份／城市             | 場館                           | 備註                                                                       |
| 第一階段：亞洲   | 第一階段：亞洲 | 第一階段：亞洲   | 第一階段：亞洲         | 第一階段：亞洲                 | 第一階段：亞洲                                                             |
| ---------------- | -------------- | ---------------- | ---------------------- | ------------------------------ | -------------------------------------------------------------------------- |
| 1                | 2016年10月21日 | 中国             | 北京市                 | 樂視體育生態中心               | 室內                                                                       |
| 2                | 2016年10月22日 | 中国             | 北京市                 | 樂視體育生態中心               | 室內                                                                       |
| 3                | 2016年10月23日 | 中国             | 北京市                 | 樂視體育生態中心               | 室內                                                                       |
| 4                | 2016年10月28日 | 中国             | 重慶市                 | 重慶國際博覽中心               | 室內                                                                       |
| 5                | 2016年10月29日 | 中国             | 重慶市                 | 重慶國際博覽中心               | 室內                                                                       |
| 6                | 2016年10月30日 | 中国             | 重慶市                 | 重慶國際博覽中心               | 室內                                                                       |
| 7                | 2016年11月4日  | 中国             | 廣東省深圳市           | 深圳灣體育中心                 | 室內                                                                       |
| 8                | 2016年11月5日  | 中国             | 廣東省深圳市           | 深圳灣體育中心                 | 室內                                                                       |
| 9                | 2016年11月6日  | 中国             | 廣東省深圳市           | 深圳灣體育中心                 | 室內                                                                       |
| 10               | 2016年11月11日 | 中国             | 廣東省廣州市           | 廣州國際體育演藝中心           | 室內                                                                       |
| 11               | 2016年11月12日 | 中国             | 廣東省廣州市           | 廣州國際體育演藝中心           | 室內                                                                       |
| 12               | 2016年11月13日 | 中国             | 廣東省廣州市           | 廣州國際體育演藝中心           | 室內                                                                       |
| 13               | 2016年11月18日 | 中国             | 上海市                 | 梅賽德斯-奔馳文化中心          | 室內                                                                       |
| 14               | 2016年11月19日 | 中国             | 上海市                 | 梅賽德斯-奔馳文化中心          | 室內                                                                       |
| 15               | 2016年11月20日 | 中国             | 上海市                 | 梅賽德斯-奔馳文化中心          | 室內                                                                       |
| 16               | 2016年11月25日 | 中国             | 湖北省武漢市           | 武漢光谷國際網球中心           | 室內                                                                       |
| 17               | 2016年11月26日 | 中国             | 湖北省武漢市           | 武漢光谷國際網球中心           | 室內                                                                       |
| 18               | 2016年11月27日 | 中国             | 湖北省武漢市           | 武漢光谷國際網球中心           | 室內                                                                       |
| 19               | 2016年12月4日  | 香港             | 香港                   | 紅磡體育館                     | 室內 基於交通管制問題，12月31日場次提前於19:30-22:30舉行，不設跨年倒數環節 |
| 20               | 2016年12月5日  | 香港             | 香港                   | 紅磡體育館                     | 室內 基於交通管制問題，12月31日場次提前於19:30-22:30舉行，不設跨年倒數環節 |
| 21               | 2016年12月6日  | 香港             | 香港                   | 紅磡體育館                     | 室內 基於交通管制問題，12月31日場次提前於19:30-22:30舉行，不設跨年倒數環節 |
| 22               | 2016年12月8日  | 香港             | 香港                   | 紅磡體育館                     | 室內 基於交通管制問題，12月31日場次提前於19:30-22:30舉行，不設跨年倒數環節 |
| 23               | 2016年12月9日  | 香港             | 香港                   | 紅磡體育館                     | 室內 基於交通管制問題，12月31日場次提前於19:30-22:30舉行，不設跨年倒數環節 |
| 24               | 2016年12月10日 | 香港             | 香港                   | 紅磡體育館                     | 室內 基於交通管制問題，12月31日場次提前於19:30-22:30舉行，不設跨年倒數環節 |
| 25               | 2016年12月12日 | 香港             | 香港                   | 紅磡體育館                     | 室內 基於交通管制問題，12月31日場次提前於19:30-22:30舉行，不設跨年倒數環節 |
| 26               | 2016年12月13日 | 香港             | 香港                   | 紅磡體育館                     | 室內 基於交通管制問題，12月31日場次提前於19:30-22:30舉行，不設跨年倒數環節 |
| 27               | 2016年12月14日 | 香港             | 香港                   | 紅磡體育館                     | 室內 基於交通管制問題，12月31日場次提前於19:30-22:30舉行，不設跨年倒數環節 |
| 28               | 2016年12月16日 | 香港             | 香港                   | 紅磡體育館                     | 室內 基於交通管制問題，12月31日場次提前於19:30-22:30舉行，不設跨年倒數環節 |
| 29               | 2016年12月17日 | 香港             | 香港                   | 紅磡體育館                     | 室內 基於交通管制問題，12月31日場次提前於19:30-22:30舉行，不設跨年倒數環節 |
| 30               | 2016年12月18日 | 香港             | 香港                   | 紅磡體育館                     | 室內 基於交通管制問題，12月31日場次提前於19:30-22:30舉行，不設跨年倒數環節 |
| 31               | 2016年12月20日 | 香港             | 香港                   | 紅磡體育館                     | 室內 基於交通管制問題，12月31日場次提前於19:30-22:30舉行，不設跨年倒數環節 |
| 32               | 2016年12月21日 | 香港             | 香港                   | 紅磡體育館                     | 室內 基於交通管制問題，12月31日場次提前於19:30-22:30舉行，不設跨年倒數環節 |
| 33               | 2016年12月22日 | 香港             | 香港                   | 紅磡體育館                     | 室內 基於交通管制問題，12月31日場次提前於19:30-22:30舉行，不設跨年倒數環節 |
| 34               | 2016年12月24日 | 香港             | 香港                   | 紅磡體育館                     | 室內 基於交通管制問題，12月31日場次提前於19:30-22:30舉行，不設跨年倒數環節 |
| 35               | 2016年12月25日 | 香港             | 香港                   | 紅磡體育館                     | 室內 基於交通管制問題，12月31日場次提前於19:30-22:30舉行，不設跨年倒數環節 |
| 36               | 2016年12月26日 | 香港             | 香港                   | 紅磡體育館                     | 室內 基於交通管制問題，12月31日場次提前於19:30-22:30舉行，不設跨年倒數環節 |
| 37               | 2016年12月28日 | 香港             | 香港                   | 紅磡體育館                     | 室內 基於交通管制問題，12月31日場次提前於19:30-22:30舉行，不設跨年倒數環節 |
| 38               | 2016年12月29日 | 香港             | 香港                   | 紅磡體育館                     | 室內 基於交通管制問題，12月31日場次提前於19:30-22:30舉行，不設跨年倒數環節 |
| 39               | 2016年12月31日 | 香港             | 香港                   | 紅磡體育館                     | 室內 基於交通管制問題，12月31日場次提前於19:30-22:30舉行，不設跨年倒數環節 |
| 40               | 2017年1月1日   | 香港             | 香港                   | 紅磡體育館                     | 室內 基於交通管制問題，12月31日場次提前於19:30-22:30舉行，不設跨年倒數環節 |
| 41               | 2017年1月2日   | 香港             | 香港                   | 紅磡體育館                     | 室內 基於交通管制問題，12月31日場次提前於19:30-22:30舉行，不設跨年倒數環節 |
| 42               | 2017年1月6日   | 中国             | 廣東省佛山市           | 嶺南明珠體育館                 | 室內                                                                       |
| 43               | 2017年1月7日   | 中国             | 廣東省佛山市           | 嶺南明珠體育館                 | 室內                                                                       |
| 44               | 2017年1月8日   | 中国             | 廣東省佛山市           | 嶺南明珠體育館                 | 室內                                                                       |
| 45               | 2017年1月13日  | 中国             | 廣東省東莞市           | 東風日產文體中心               | 室內                                                                       |
| 46               | 2017年1月14日  | 中国             | 廣東省東莞市           | 東風日產文體中心               | 室內                                                                       |
| 47               | 2017年1月20日  | 中国             | 江蘇省無錫市           | 無錫市體育中心體育館           | 室內                                                                       |
| 48               | 2017年1月21日  | 中国             | 江蘇省無錫市           | 無錫市體育中心體育館           | 室內                                                                       |
| 49               | 2017年1月22日  | 中国             | 江蘇省無錫市           | 無錫市體育中心體育館           | 室內                                                                       |
| 50               | 2017年2月11日  | 臺灣             | 台北市                 | 台北小巨蛋                     | 室內                                                                       |
| 51               | 2017年2月12日  | 臺灣             | 台北市                 | 台北小巨蛋                     | 室內                                                                       |
| 52               | 2017年2月13日  | 臺灣             | 台北市                 | 台北小巨蛋                     | 室內                                                                       |
| 53               | 2017年2月17日  | 臺灣             | 台北市                 | 台北小巨蛋                     | 室內                                                                       |
| 54               | 2017年2月18日  | 臺灣             | 台北市                 | 台北小巨蛋                     | 室內                                                                       |
| 55               | 2017年2月19日  | 臺灣             | 台北市                 | 台北小巨蛋                     | 室內                                                                       |
| 56               | 2017年2月24日  | 新加坡           | 新加坡                 | 新加坡室內體育館               | 室內                                                                       |
| 57               | 2017年2月25日  | 新加坡           | 新加坡                 | 新加坡室內體育館               | 室內                                                                       |
| 58               | 2017年2月26日  | 新加坡           | 新加坡                 | 新加坡室內體育館               | 室內                                                                       |
| 59               | 2017年3月10日  | 中国             | 上海市                 | 梅賽德斯-奔馳文化中心          | 加場(室內)                                                                 |
| 60               | 2017年3月11日  | 中国             | 上海市                 | 梅賽德斯-奔馳文化中心          | 加場(室內)                                                                 |
| 61               | 2017年3月12日  | 中国             | 上海市                 | 梅賽德斯-奔馳文化中心          | 加場(室內)                                                                 |
| 62               | 2017年3月24日  | 中国             | 廣東省惠州市           | 惠州市奥林匹克體育中心體育場   | 室外                                                                       |
| 63               | 2017年3月25日  | 中国             | 廣東省珠海市           | 珠海市體育中心體育場           | 室外                                                                       |
| 64               | 2017年3月31日  | 中国             | 福建省福州市           | 福州海峽奧林匹克體育中心體育場 | 室外                                                                       |
| 65               | 2017年4月1日   | 中国             | 福建省泉州市           | 泉州海峽體育中心體育場         | 室外                                                                       |
| 66               | 2017年4月7日   | 中国             | 浙江省台州市           | 台州市體育中心體育場           | 室外                                                                       |
| 67               | 2017年4月8日   | 中国             | 浙江省麗水市           | 麗水市體育中心體育場           | 室外                                                                       |
| 68               | 2017年4月14日  | 中国             | 浙江省義烏市           | 義烏梅湖體育中心               | 室外                                                                       |
| 69               | 2017年4月15日  | 中国             | 浙江省紹興市           | 紹興市體育中心                 | 室外                                                                       |
| 70               | 2017年4月21日  | 中国             | 江蘇省南通市           | 南通體育會展中心體育場         | 室外                                                                       |
| 71               | 2017年4月22日  | 中国             | 江蘇省蘇州市           | 蘇州體育中心體育場             | 室外                                                                       |
| 72               | 2017年4月28日  | 中国             | 浙江省慈溪市           | 慈溪市體育中心體育場           | 室外                                                                       |
| 73               | 2017年4月29日  | 中国             | 江蘇省常熟市           | 常熟市體育中心體育場           | 室外                                                                       |
| 74               | 2017年5月5日   | 中国             | 江蘇省揚州市           | 揚州體育公園體育場             | 室外                                                                       |
| 75               | 2017年5月6日   | 中国             | 江蘇省常州市           | 常州奧林匹克體育中心新城體育場 | 室外                                                                       |
| 76               | 2017年5月12日  | 中国             | 江蘇省鹽城市           | 鹽城市城南體育中心體育場       | 室外                                                                       |
| 77               | 2017年5月13日  | 中国             | 江蘇省徐州市           | 徐州奧林匹克體育中心體育場     | 室外                                                                       |
| 78               | 2017年5月19日  | 中国             | 江蘇省鎮江市           | 鎮江體育會展中心               | 室外                                                                       |
| 79               | 2017年5月20日  | 中国             | 安徽省合肥市           | 合肥奧林匹克體育中心體育場     | 室外                                                                       |
| 80               | 2017年5月28日  | 中国             | 四川省達州市           | 達州市體育中心                 | 室外                                                                       |
| 81               | 2017年6月3日   | 中国             | 貴州省貴陽市           | 貴陽奧林匹克體育中心           | 室外                                                                       |
| 82               | 2017年6月4日   | 中国             | 貴州省貴陽市           | 貴陽奧林匹克體育中心           | 室外                                                                       |
| 83               | 2017年6月9日   | 中国             | 廣東省中山市           | 中山市體育中心體育場           | 室外                                                                       |
| 84               | 2017年6月10日  | 中国             | 廣東省中山市           | 中山市體育中心體育場           | 室外                                                                       |
| 85               | 2017年6月16日  | 中国             | 河南省鄭州市           | 河南省體育中心體育場           | 室外                                                                       |
| 86               | 2017年6月17日  | 中国             | 河南省鄭州市           | 河南省體育中心體育場           | 室外                                                                       |
| 87               | 2017年6月23日  | 中国             | 內蒙古自治區包頭市     | 包头市奥林匹克体育中心体育场   | 室外                                                                       |
| 88               | 2017年6月25日  | 中国             | 山西省太原市           | 太原紅燈籠體育場               | 室外                                                                       |
| 89               | 2017年6月30日  | 中国             | 山東省濟南市           | 山东省体育中心体育场           | 室外                                                                       |
| 90               | 2017年7月1日   | 中国             | 山東省濟寧市           | 济宁市体育中心体育场           | 室外                                                                       |
| 91               | 2017年7月15日  | 中国             | 黑龍江省哈爾濱市       | 哈爾濱國際會展中心體育場       | 室外                                                                       |
| 92               | 2017年7月16日  | 中国             | 黑龍江省大慶市         | 大慶市體育場                   | 室外                                                                       |
| 93               | 2017年8月11日  | 澳門             | 澳門特別行政區         | 澳門威尼斯人金光綜藝館         | 室內                                                                       |
| 94               | 2017年8月12日  | 澳門             | 澳門特別行政區         | 澳門威尼斯人金光綜藝館         | 室內                                                                       |
| 95               | 2017年8月13日  | 澳門             | 澳門特別行政區         | 澳門威尼斯人金光綜藝館         | 室內                                                                       |
| 96               | 2017年8月18日  | 澳門             | 澳門特別行政區         | 澳門威尼斯人金光綜藝館         | 室內                                                                       |
| 97               | 2017年8月19日  | 澳門             | 澳門特別行政區         | 澳門威尼斯人金光綜藝館         | 室內                                                                       |
| 98               | 2017年8月20日  | 澳門             | 澳門特別行政區         | 澳門威尼斯人金光綜藝館         | 室內                                                                       |
| 99               | 2017年9月8日   | 中国             | 陕西省西安市           | 陝西省體育場                   | 室外                                                                       |
| 100              | 2017年9月9日   | 中国             | 陕西省西安市           | 陝西省體育場                   | 室外                                                                       |
| 101              | 2017年9月15日  | 中国             | 甘肅省臨夏市           | 臨夏市奧體中心體育場           | 室外                                                                       |
| 102              | 2017年9月22日  | 中国             | 四川省成都市           | 成都雙流體育中心體育場         | 室外                                                                       |
| 103              | 2017年9月23日  | 中国             | 四川省成都市           | 成都雙流體育中心體育場         | 室外                                                                       |
| 104              | 2017年10月1日  | 中国             | 貴州省安順市           | 安順奧體育中心體育場           | 室外                                                                       |
| 105              | 2017年10月13日 | 中国             | 天津市                 | 天津奧林匹克體育中心體育場     | 室外                                                                       |
| 106              | 2017年10月14日 | 中国             | 天津市                 | 天津奧林匹克體育中心體育場     | 室外                                                                       |
| 107              | 2017年10月27日 | 中国             | 浙江省溫州市           | 溫州體育中心體育場             | 室外                                                                       |
| 108              | 2017年11月3日  | 中国             | 山東省臨沂市           | 臨沂大學體育場                 | 室外                                                                       |
| 109              | 2017年11月4日  | 中国             | 江蘇省淮安市           | 淮安市體育中心                 | 室外                                                                       |
| 110              | 2017年11月10日 | 中国             | 江蘇省蘇州市           | 吳江體育場                     | 加場(室外)                                                                 |
| 111              | 2017年11月11日 | 中国             | 浙江省杭州市           | 黃龍體育中心體育場             | 室外                                                                       |
| 112              | 2017年11月12日 | 中国             | 浙江省杭州市           | 黃龍體育中心體育場             | 室外                                                                       |
| 113              | 2017年11月17日 | 中国             | 福建省廈門市           | 廈門市體育中心                 | 室外                                                                       |
| 114              | 2017年11月18日 | 中国             | 福建省廈門市           | 廈門市體育中心                 | 室外                                                                       |
| 115              | 2017年11月24日 | 中国             | 湖南省衡陽市           | 衡陽市體育中心                 | 室外                                                                       |
| 116              | 2017年11月25日 | 中国             | 湖南省長沙市           | 賀龍體育中心體育場             | 室外                                                                       |
| 117              | 2017年11月26日 | 中国             | 湖南省長沙市           | 賀龍體育中心體育場             | 室外                                                                       |
| 118              | 2017年12月1日  | 中国             | 遼寧省大連市           | 大連體育中心體育館             | 室內                                                                       |
| 119              | 2017年12月2日  | 中国             | 遼寧省大連市           | 大連體育中心體育館             | 室內                                                                       |
| 120              | 2017年12月3日  | 中国             | 遼寧省大連市           | 大連體育中心體育館             | 室內                                                                       |
| 121              | 2017年12月9日  | 中国             | 廣東省深圳市           | 龍崗大運中心體育場             | 加場(室外)                                                                 |
| 122              | 2017年12月10日 | 中国             | 廣東省深圳市           | 龍崗大運中心體育場             | 加場(室外)                                                                 |
| 123              | 2017年12月15日 | 中国             | 江蘇省南京市           | 南京奧林匹克體育中心           | 室內                                                                       |
| 124              | 2017年12月16日 | 中国             | 江蘇省南京市           | 南京奧林匹克體育中心           | 室內                                                                       |
| 125              | 2017年12月17日 | 中国             | 江蘇省南京市           | 南京奧林匹克體育中心           | 室內                                                                       |
| 126              | 2017年12月22日 | 中国             | 上海市                 | 梅賽德斯-奔馳文化中心          | 加場(室內)                                                                 |
| 127              | 2017年12月23日 | 中国             | 上海市                 | 梅賽德斯-奔馳文化中心          | 加場(室內)                                                                 |
| 128              | 2017年12月24日 | 中国             | 上海市                 | 梅賽德斯-奔馳文化中心          | 加場(室內)                                                                 |
| 129              | 2018年1月13日  | 泰國             | 曼谷市                 | Impact線巨蛋會展中心           | 室內                                                                       |
| 130              | 2018年1月14日  | 泰國             | 曼谷市                 | Impact線巨蛋會展中心           | 室內                                                                       |
| 131              | 2018年1月19日  | 中国             | 雲南省曲靖市           | 曲靖市文體公園體育場           | 室外                                                                       |
| 132              | 2018年1月26日  | 马来西亚         | 吉隆坡聯邦直轄區       | 亞通體育館                     | 室內                                                                       |
| 133              | 2018年1月27日  | 马来西亚         | 吉隆坡聯邦直轄區       | 亞通體育館                     | 室內                                                                       |
| 134              | 2018年1月28日  | 马来西亚         | 吉隆坡聯邦直轄區       | 亞通體育館                     | 室內                                                                       |
| 第二階段：北美洲 |                |                  |                        |                                |                                                                            |
| 135              | 2018年2月2日   | 美国             | 康乃狄克州             | 金神體育館                     | 室內                                                                       |
| 136              | 2018年2月3日   | 美国             | 康乃狄克州             | 金神體育館                     | 室內                                                                       |
| 137              | 2018年2月4日   | 美国             | 康乃狄克州             | 金神體育館                     | 室內                                                                       |
| 第三階段：亞洲   |                |                  |                        |                                |                                                                            |
| 138              | 2018年2月9日   | 新加坡           | 新加坡                 | 新加坡室內體育館               | 加場(室內)                                                                 |
| 139              | 2018年2月10日  | 新加坡           | 新加坡                 | 新加坡室內體育館               | 加場(室內)                                                                 |
| 140              | 2018年2月11日  | 新加坡           | 新加坡                 | 新加坡室內體育館               | 加場(室內)                                                                 |
| 第四階段：北美洲 |                |                  |                        |                                |                                                                            |
| 141              | 2018年2月17日  | 美国             | 內華達州拉斯維加斯     | 美高梅大花園體育館             | 室內                                                                       |
| 142              | 2018年2月18日  | 美国             | 內華達州拉斯維加斯     | 美高梅大花園體育館             | 室內                                                                       |
| 第五階段：大洋洲 |                |                  |                        |                                |                                                                            |
| 143              | 2018年3月9日   |                  | 新南威爾斯州悉尼       | 庫多斯銀行體育館               | 室內                                                                       |
| 144              | 2018年3月17日  | 維多利亞州墨爾本 | 羅德·拉沃競技場        |                                | 室內                                                                       |
| 第六階段：亞洲   |                |                  |                        |                                |                                                                            |
| 145              | 2018年3月24日  | 中国             | 廣東省湛江市           | 湛江市體育中心體育場           | 室外                                                                       |
| 146              | 2018年3月30日  | 中国             | 廣西壯族自治區桂林市   | 桂林體育中心                   | 室外                                                                       |
| 147              | 2018年4月1日   | 中国             | 浙江省紹興市           | 中國輕紡城體育中心體育場       | 加場(室外)                                                                 |
| 148              | 2018年4月6日   | 中国             | 江西省九江市           | 九江市體育中心體育場           | 室外                                                                       |
| 149              | 2018年4月7日   | 中国             | 江西省南昌市           | 南昌國際體育中心體育場         | 室外                                                                       |
| 150              | 2018年4月13日  | 中国             | 廣東省佛山市           | 佛山世紀蓮體育中心             | 加場(室外)                                                                 |
| 151              | 2018年4月15日  | 中国             | 廣西壯族自治區梧州市   | 梧州中恆體育場                 | 室外                                                                       |
| 152              | 2018年4月20日  | 臺灣             | 台北市                 | 台北小巨蛋                     | 加場(室內)                                                                 |
| 153              | 2018年4月21日  | 臺灣             | 台北市                 | 台北小巨蛋                     | 加場(室內)                                                                 |
| 154              | 2018年4月22日  | 臺灣             | 台北市                 | 台北小巨蛋                     | 加場(室內)                                                                 |
| 155              | 2018年4月27日  | 臺灣             | 台北市                 | 台北小巨蛋                     | 加場(室內)                                                                 |
| 156              | 2018年4月28日  | 臺灣             | 台北市                 | 台北小巨蛋                     | 加場(室內)                                                                 |
| 157              | 2018年4月29日  | 臺灣             | 台北市                 | 台北小巨蛋                     | 加場(室內)                                                                 |
| 158              | 2018年5月4日   | 中国             | 江西省贛州市           | 贛州市章貢區體育中心體育場     | 室外                                                                       |
| 159              | 2018年5月5日   | 中国             | 江西省贛州市           | 贛州市章貢區體育中心體育場     | 室外                                                                       |
| 160              | 2018年5月11日  | 中国             | 廣西壯族自治區柳州市   | 柳州市體育中心體育場           | 室外                                                                       |
| 161              | 2018年5月12日  | 中国             | 廣西壯族自治區南寧市   | 广西体育中心                   | 室外                                                                       |
| 162              | 2018年5月20日  | 中国             | 浙江省嘉興市           | 嘉興市體育中心體育場           | 室外                                                                       |
| 163              | 2018年5月25日  | 中国             | 湖北省荊州市           | 荆州奥林匹克体育中心体育场     | 室外                                                                       |
| 164              | 2018年5月26日  | 中国             | 湖北省荊州市           | 荆州奥林匹克体育中心体育场     | 室外                                                                       |
| 165              | 2018年6月8日   | 中国             | 江西省上饒市           | 上饒奧林匹克中心               | 室外                                                                       |
| 166              | 2018年6月9日   | 中国             | 浙江省金華市           | 金華市體育中心                 | 室外                                                                       |
| 167              | 2018年6月15日  | 中国             | 湖南省株洲市           | 株洲市體育中心體育場           | 室外                                                                       |
| 168              | 2018年6月16日  | 中国             | 湖南省郴州市           | 郴州體育中心體育場             | 室外                                                                       |
| 169              | 2018年6月23日  | 中国             | 湖北省武漢市           | 武漢光谷國際網球中心           | 加場(室內)                                                                 |
| 170              | 2018年6月24日  | 中国             | 湖北省武漢市           | 武漢光谷國際網球中心           | 加場(室內)                                                                 |
| 171              | 2018年6月30日  | 中国             | 遼寧省瀋陽市           | 瀋陽奧林匹克體育中心體育場     | 室外                                                                       |
| 172              | 2018年7月1日   | 中国             | 遼寧省瀋陽市           | 瀋陽奧林匹克體育中心體育場     | 室外                                                                       |
| 173              | 2018年7月6日   | 中国             | 內蒙古自治區呼和浩特市 | 呼和浩特市體育場               | 室外                                                                       |
| 174              | 2018年7月8日   | 中国             | 河南省洛陽市           | 洛陽新區體育場                 | 加場(室外)                                                                 |
| 175              | 2018年7月13日  | 中国             | 山東省威海市           | 威海市体育中心体育场           | 室外                                                                       |
| 176              | 2018年8月11日  | 中国             | 廣東省東莞市           | 東莞市东风日产文化中心         | 加場(室內)                                                                 |
| 177              | 2018年8月12日  | 中国             | 廣東省東莞市           | 東莞市东风日产文化中心         | 加場(室內)                                                                 |
| 178              | 2018年8月17日  | 澳門             | 澳門特別行政區         | 澳門威尼斯人金光綜藝館         | 加場(室內)                                                                 |
| 179              | 2018年8月18日  | 澳門             | 澳門特別行政區         | 澳門威尼斯人金光綜藝館         | 加場(室內)                                                                 |
| 180              | 2018年8月19日  | 澳門             | 澳門特別行政區         | 澳門威尼斯人金光綜藝館         | 加場(室內)                                                                 |
| 181              | 2018年8月24日  | 澳門             | 澳門特別行政區         | 澳門威尼斯人金光綜藝館         | 加場(室內)                                                                 |
| 182              | 2018年8月25日  | 澳門             | 澳門特別行政區         | 澳門威尼斯人金光綜藝館         | 加場(室內)                                                                 |
| 183              | 2018年8月30日  | 中国             | 江蘇省連雲港市         | 連雲港市奧體中心體育場         | 室外                                                                       |
| 184              | 2018年9月7日   | 中国             | 貴州省遵義市           | 遵義市奥林匹克體育中心體育場   | 室外                                                                       |
| 185              | 2018年9月9日   | 中国             | 河南省焦作市           | 焦作太極奧體中心體育場         | 室外                                                                       |
| 186              | 2018年9月14日  | 中国             | 四川省成都市           | 成都雙流體育中心體育場         | 加場(室外)                                                                 |
| 187              | 2018年9月15日  | 中国             | 四川省成都市           | 成都雙流體育中心體育場         | 加場(室外)                                                                 |
| 188              | 2018年9月21日  | 中国             | 四川省遂寧市           | 遂寧市奧體中心                 | 室外                                                                       |
| 189              | 2018年9月22日  | 中国             | 四川省遂寧市           | 遂寧市奧體中心                 | 室外                                                                       |
| 190              | 2018年9月28日  | 中国             | 河北省石家莊市         | 河北奧林匹克體育中心體育場     | 室外                                                                       |
| 191              | 2018年9月30日  | 中国             | 陕西省咸陽市           | 咸陽奧體中心體育場             | 室外                                                                       |
| 192              | 2018年10月5日  | 马来西亚         | 吉隆坡聯邦直轄區       | 亞通體育館                     | 加場(室內)                                                                 |
| 193              | 2018年10月6日  | 马来西亚         | 吉隆坡聯邦直轄區       | 亞通體育館                     | 加場(室內)                                                                 |
| 194              | 2018年10月7日  | 马来西亚         | 吉隆坡聯邦直轄區       | 亞通體育館                     | 加場(室內)                                                                 |
| 195              | 2018年10月12日 | 中国             | 雲南省昆明市           | 拓東體育場                     | 室外                                                                       |
| 196              | 2018年10月13日 | 中国             | 雲南省昆明市           | 拓東體育場                     | 室外                                                                       |
| 197              | 2018年10月14日 | 中国             | 雲南省昆明市           | 拓東體育場                     | 室外                                                                       |
| 198              | 2018年10月20日 | 中国             | 安徽省安庆市           | 安庆市体育中心体育场           | 室外                                                                       |
| 199              | 2018年10月21日 | 中国             | 安徽省合肥市           | 合肥市体育中心体育场           | 加场(室外)                                                                 |
| 200              | 2018年10月26日 | 中国             | 江蘇省南京市           | 南京青奧體育公園體育館         | 加場(室內)                                                                 |
| 201              | 2018年10月27日 | 中国             | 江蘇省南京市           | 南京青奧體育公園體育館         | 加場(室內)                                                                 |
| 202              | 2018年11月3日  | 中国             | 海南省海口市           | 海口市五源河文化體育中心體育場 | 室外                                                                       |
| 203              | 2018年11月4日  | 中国             | 海南省海口市           | 海口市五源河文化體育中心體育場 | 室外                                                                       |
| 204              | 2018年11月7日  | 日本             | 埼玉縣                 | 埼玉超級競技場                 | 室内                                                                       |
| 205              | 2018年11月17日 | 中国             | 浙江省宁波市           | 富邦体育场                     | 室外                                                                       |
| 第七階段：歐洲   |                |                  |                        |                                |                                                                            |
| 206              | 2018年11月23日 | 英国             | 伦敦                   | 溫布利體育館                   | 室內                                                                       |
| 207              | 2018年11月28日 | 法國             | 巴黎                   | 巴黎貝爾西體育館               | 室內                                                                       |
| 第八階段：亞洲   |                |                  |                        |                                |                                                                            |
| 208              | 2018年12月14日 | 中国             | 北京市                 | 凯迪拉克中心                   | 加場(室內)                                                                 |
| 209              | 2018年12月15日 | 中国             | 北京市                 | 凯迪拉克中心                   | 加場(室內)                                                                 |
| 210              | 2018年12月16日 | 中国             | 北京市                 | 凯迪拉克中心                   | 加場(室內)                                                                 |
| 211              | 2018年12月21日 | 中国             | 广东省江门市           | 江门体育中心体育场             | 室外                                                                       |
| 212              | 2018年12月22日 | 中国             | 广东省江门市           | 江门体育中心体育场             | 室外                                                                       |
| 213              | 2018年12月28日 | 中国             | 江苏省苏州市           | 苏州奥体中心体育馆             | 加場(室內)                                                                 |
| 214              | 2018年12月29日 | 中国             | 江苏省苏州市           | 苏州奥体中心体育馆             | 加場(室內)                                                                 |
| 215              | 2018年12月30日 | 中国             | 江苏省苏州市           | 苏州奥体中心体育馆             | 加場(室內)                                                                 |
| 216              | 2019年1月4日   | 臺灣             | 高雄市                 | 高雄巨蛋                       | 室内                                                                       |
| 217              | 2019年1月5日   | 臺灣             | 高雄市                 | 高雄巨蛋                       | 室内                                                                       |
| 218              | 2019年1月6日   | 臺灣             | 高雄市                 | 高雄巨蛋                       | 室内                                                                       |
| 219              | 2019年1月11日  | 香港             | 香港                   | 紅磡體育館                     | 加場(室內)                                                                 |
| 220              | 2019年1月12日  | 香港             | 香港                   | 紅磡體育館                     | 加場(室內)                                                                 |
| 221              | 2019年1月13日  | 香港             | 香港                   | 紅磡體育館                     | 加場(室內)                                                                 |
| 222              | 2019年1月15日  | 香港             | 香港                   | 紅磡體育館                     | 加場(室內)                                                                 |
| 223              | 2019年1月16日  | 香港             | 香港                   | 紅磡體育館                     | 加場(室內)                                                                 |
| 224              | 2019年1月17日  | 香港             | 香港                   | 紅磡體育館                     | 加場(室內)                                                                 |
| 225              | 2019年1月19日  | 香港             | 香港                   | 紅磡體育館                     | 加場(室內)                                                                 |
| 226              | 2019年1月20日  | 香港             | 香港                   | 紅磡體育館                     | 加場(室內)                                                                 |
| 227              | 2019年1月21日  | 香港             | 香港                   | 紅磡體育館                     | 加場(室內)                                                                 |
| 228              | 2019年1月23日  | 香港             | 香港                   | 紅磡體育館                     | 加場(室內)                                                                 |
| 229              | 2019年1月24日  | 香港             | 香港                   | 紅磡體育館                     | 加場(室內)                                                                 |
| 230              | 2019年1月25日  | 香港             | 香港                   | 紅磡體育館                     | 加場(室內)                                                                 |
| 231              | 2019年1月27日  | 香港             | 香港                   | 紅磡體育館                     | 加場(室內)                                                                 |
| 232              | 2019年1月28日  | 香港             | 香港                   | 紅磡體育館                     | 加場(室內)                                                                 |
| 233              | 2019年1月29日  | 香港             | 香港                   | 紅磡體育館                     | 加場(室內)                                                                 |

## 演唱歌曲
- 我與你
- 非常夏日
- 今晚要盡情
- 慢慢
- 離人
- 這麼近（那麼遠）
- 怎麼捨得你
- 愛・火・花
- 忘記他
- 她來聽我的演唱會
- 我真的受傷了
- 頭髮亂了
- 和好不如初
- 時間有淚／寂寞的男人／遙遠的她
- 想和你去吹吹風／遙遠的她
- 野貓之戀
- 餓狼傳說
- 如果這都不算愛
- 我醒著做夢
- 不經不覺
- 春風秋雨
- 妳的名字・我的姓氏
- 愛是永恆(國)／愛是永恆(粵)
- 祝福
- 友情歌 2014-1985：用餘生去愛 + 給朋友 + 心如刀割 + 不老的傳說(間奏) + 離開以後 + 一千個傷心的理由 + 祇想一生跟你走 + 我等到花兒也謝了(國)/我等到花兒也謝了(粵)+ 一路上有你/分手總要在雨天 + 吻別 + 每天愛你多一些(粵)+ 李香蘭/秋意濃 + Amour/愛慕 + 情已逝(國)/情已逝(粵)
- 如果・愛

## 選取歌曲（香港站）
|    | 日期    | 專輯                        | 選取歌曲數目 | 歌曲                                     |
| -- | ------- | --------------------------- | ------------ | ---------------------------------------- |
| 1  | 1985.04 | 《Smile》                   | 1            | 情已逝                                   |
| 2  | 1986.01 | 《遙遠的她AMOUR》           | 2            | 遙遠的她、Amour                          |
| 3  | 1990.07 | 《夢中的你》                | 1            | 李香蘭                                   |
| 4  | 1991.01 | 《情不禁》                  | 1            | 每天愛你多一些                           |
| 5  | 1991.08 | 《一顆不變心》              | 1            | 今晚要盡情                               |
| 6  | 1992.05 | 《真情流露》                | 1            | 分手總要在雨天                           |
| 7  | 1992.11 | 《愛火花》                  | 1            | 愛・火・花                               |
| 8  | 1993.03 | 《吻別》                    | 1            | 吻別                                     |
| 9  | 1993.07 | 《我與你》                  | 4            | 我與你、忘記他、不經不覺、祇想一生跟你走 |
| 10 | 1994.05 | 《祝福》                    | 1            | 祝福(國)                                 |
| 11 | 1994.05 | 《餓狼傳說》                | 3            | 非常夏日、餓狼傳說、春風秋雨             |
| 12 | 1994.11 | 《這個冬天不太冷》          | 2            | 野貓之戀、我等到花兒也謝了(粵)           |
| 13 | 1995.03 | 《真愛新曲+精選》           | 1            | 一千個傷心的理由(國)                     |
| 14 | 1995.06 | 《過敏世界》                | 2            | 這麼近（那麼遠）、離開以後               |
| 15 | 1996.04 | 《愛與交響曲》              | 1            | 妳的名字・我的姓氏                       |
| 16 | 1996.06 | 《忘記你我做不到》          | 1            | 慢慢(國)                                 |
| 17 | 1997.01 | 《不老的傳說》              | 2            | 怎麼捨得你、愛是永恆(粵)                 |
| 18 | 1998.08 | 《不後悔》                  | 1            | 離人(國)                                 |
| 19 | 1998.06 | 《釋放自己》                | 1            | 頭髮亂了                                 |
| 20 | 1999.01 | 《有個人》                  | 2            | 和好不如初、寂寞的男人                   |
| 21 | 1999.11 | 《走過1999》                | 2            | 她來聽我的演唱會(國)、心如刀割(國)       |
| 22 | 2001.09 | 《熱》                      | 2            | 如果這都不算愛(國)、我真的受傷了(國)     |
| 23 | 2005.11 | 《「如果·愛」電影原聲大碟》 | 1            | 如果·愛(國)                              |
| 24 | 2004.04 | 《Life Is Like A Dream》    | 1            | 給朋友                                   |
| 25 | 2014.12 | 《醒著做夢》                | 2            | 我醒著做夢(國)、用餘生去愛(國)           |

## 選取歌曲（台北站）
|    | 日期    | 專輯                        | 選取歌曲數目 | 歌曲                                         |
| -- | ------- | --------------------------- | ------------ | -------------------------------------------- |
| 1  | 1986.05 | 《情無四歸》                | 2            | 愛慕(國)、情已逝(國)                         |
| 2  | 1991.01 | 《情不禁》                  | 1            | 每天愛你多一些                               |
| 3  | 1991.08 | 《一顆不變心》              | 1            | 今晚要盡情                                   |
| 4  | 1992.11 | 《愛火花》                  | 1            | 愛・火・花                                   |
| 5  | 1993.03 | 《吻別》                    | 3            | 吻別(國)、秋意濃(國)、一路上有你(國)         |
| 6  | 1993.07 | 《我與你》                  | 4            | 我與你、忘記他、不經不覺、祇想一生跟你走     |
| 7  | 1994.05 | 《祝福》                    | 1            | 祝福(國)                                     |
| 8  | 1994.05 | 《餓狼傳說》                | 3            | 非常夏日、餓狼傳說、春風秋雨                 |
| 9  | 1994.11 | 《這個冬天不太冷》          | 1            | 野貓之戀                                     |
| 10 | 1995.03 | 《真愛新曲+精選》           | 2            | 一千個傷心的理由(國)、我等到花兒也謝了(國)   |
| 11 | 1995.06 | 《過敏世界》                | 2            | 這麼近（那麼遠）、離開以後                   |
| 12 | 1996.04 | 《愛與交響曲》              | 1            | 妳的名字・我的姓氏                           |
| 13 | 1996.06 | 《忘記你我做不到》          | 1            | 慢慢(國)                                     |
| 14 | 1997.01 | 《不老的傳說》              | 1            | 怎麼捨得你                                   |
| 15 | 1997.08 | 《想和你去吹吹風》          | 1            | 想和你去吹吹風                               |
| 16 | 1998.08 | 《不後悔》                  | 1            | 離人(國)                                     |
| 17 | 1998.06 | 《釋放自己》                | 1            | 頭髮亂了                                     |
| 18 | 1999.01 | 《有個人》                  | 1            | 和好不如初                                   |
| 19 | 1999.11 | 《走過1999》                | 2            | 她來聽我的演唱會(國)、心如刀割(國)           |
| 20 | 2001.09 | 《熱》                      | 2            | 如果這都不算愛(國)、我真的受傷了(國)         |
| 21 | 2005.11 | 《「如果·愛」電影原聲大碟》 | 1            | 如果·愛(國)                                  |
| 22 | 2004.04 | 《Life Is Like A Dream》    | 1            | 給朋友                                       |
| 23 | 2004.11 | 《雪狼湖》                  | 1            | 愛是永恆(國)                                 |
| 24 | 2014.12 | 《醒著做夢》                | 3            | 我醒著做夢(國)、時間有淚(國)、用餘生去愛(國) |